# Can Boera
Can Boera és una antiga masia fortificada amb torre de defensa situada a Palafrugell (Baix Empordà). La torre està declarada com a bé cultural d'interès nacional. La masia de Can Boera està situada al carrer de la Font.
La torre de defensa té planta quadrangular i està situada a l'angle sud-est de la casa. L'element més remarcable d'aquesta torre és la part superior, ja que conserva el matacà de pedra gairebé en tot el seu perímetre. També hi ha espitlleres quadrangulars. Al parament de la façana d'accés de la casa la torre té una finestra rectangular a la part baixa i un rellotge de sol pintat a la part central. Al mur est hi ha, com a element remarcable, una finestra amb relleus i ampit motllurat, molt malmesa. Aquest element forma part de la masia de Can Boera, que té a la porta d'accés la data de 1745. Segurament la torre és d'origen anterior, probablement dels segles XVI-XVII. Els propietaris han conservat l'arxiu de la casa amb documentació des del segle xiv, que resta per investigar. És l'única masia amb torre de defensa conservada dintre del nucli urbà de Palafrugell. Actualment, la seva funció és de segona residència, i la torre forma part de l'habitatge.
A l'Arxiu Municipal de Palafrugell es troben reproduccions d'una part del seu fons documental.